# 醯諧屠奴侯
醯諧屠奴侯（？—？），罗新认为他后来改名山，特日格乐认为他后来改名南，南匈奴呼韩邪单于稽侯狦之孙，復株絫若鞮单于雕陶莫皋之子。

## 生平
西汉建始二年（前31年），復株絫若鞮单于继位，派右致卢儿王醯谐屠奴侯前往汉朝做侍子，醯諧屠奴侯的称号右致卢儿王在新莽始建国元年（9年）改为左致庐儿侯或右致庐儿侯公。始建国二年（10年），王莽为分裂匈奴，分封呼韩邪单于稽侯狦的子孙十五人为单于，醯谐屠奴侯当时身在长安，第一个被册封为单于。中郎将蔺苞、副校尉戴级率领一万骑兵到云中益寿塞招诱右犁汗王咸和咸的儿子登、助三人，胁迫册封咸为孝单于，助为顺单于，将助和登送往长安。